# All-American Bowl (high school)

All-American Bowl – mecz gwiazd futbolu amerykańskiego w którym bierze udział 90 najlepszych zawodników ze szkół średnich. Pierwszy mecz tego typu rozegrano w 2000 roku. Ponad 180 zawodników biorących udział w tym meczu gra dzisiaj w zawodowej lidze NFL. Zwycięska drużyna otrzymuję Herman Boone Trophy.